# Karshomyia dubia
Karshomyia dubia är en tvåvingeart som först beskrevs av Nikolai Vasilevich Kovalev och Boris Mamaev 1966.  Karshomyia dubia ingår i släktet Karshomyia och familjen gallmyggor. Inga underarter finns listade i Catalogue of Life.